# ثرستون بالارد مورتون
ثرستون بالارد مورتون (به انگلیسی: Thruston Ballard Morton) سناتور سابق عضو حزب جمهوری‌خواه ایالات متحده آمریکا بود. وی در سال ۱۹۵۷ تا ۱۹۶۸ میلادی سناتور ایالت کنتاکی در سنای ایالات متحده آمریکا بود.